# Монастырь Оттобойрен
Монастырь Оттобойрен (нем. Kloster Ottobeuren) — бенедиктинское аббатство, располагающееся на территории баварской общины Оттобойрен (Швабия) и относящееся к Аугсбургской епархии; обитель, посвящённая Феодору Тирону, была основана в 764 году алеманнским дворянином по имени Силах; в 972 году, при императоре Оттоне I, монастырь стал имперским аббатством.